# Absorció (farmacologia)
En farmacocinètica, l'absorció és el viatge d'un fàrmac des del lloc d'administració fins al torrent sanguini o a un lloc d'acció immediat (per exemple, en els tractaments per la pell).
El fàrmac viatja per alguna via d'administració (oral, tòpica, etc.) en una forma de dosificació escollida (per exemple, comprimits, càpsules o en solució). La via més ràpida d'absorció és la inhalació.
L'absorció per altres vies, com ara la via intravenosa, la injecció intramuscular són encara més senzilles (ja que no impliquen absorció a través d'una membrana o epiteli i no hi ha pèrdua de fàrmac) i no hi ha problemes de variabilitat en la biodisponibilitat, ja que és sovint propera al 100%.
L'absorció és un enfocament principal en el desenvolupament de fàrmacs i la química medicinal, ja que un fàrmac s'ha d'absorbir abans que pugui tenir efectes medicinals. A més, el perfil farmacocinètic del fàrmac es pot canviar de manera fàcil i significativa ajustant els factors que afecten l'absorció.